# حقوق الإنسان في ترانسنيستريا
تعرض الوضع الحالي لمسألة حقوق الإنسان في ترانسنيستريا لانتقادات من قبل العديد من الحكومات والمنظمات الدولية. تزعم جمهورية مولدوفا ودول أخرى ومنظمات غير حكومية أن حكومة ترانسنيستريا سلطوية وتملك سجلًا كبيرًا من الاعتقالات التعسفية والتعذيب.
أنشأت ترانسنيستريا مكتب ديوان المظالم في عام 2006 بهدف معلن بتصحيح سجلها في مجال حقوق الإنسان ومواءمته مع المعايير الأوروبية. وصف تقرير الحرية في العالم لعام 2007 الذي نشرته دار فريدوم هاوس الموجودة في الولايات المتحدة ترانسنيستريا بأنها «بلد غير حر»، وأن لديها سجلًا سيئاً متساوِ في كل من الحقوق السياسية والحريات المدنية.

## حالة وسائل الإعلام
تصف منظمة الأمن والتعاون في أوروبا وضع وسائل الإعلام في ترانسنيستريا بأنه مقيد، وأن السلطات المحلية تواصل حملة طويلة الأمد لكبت الأصوات المعارضة المستقلة وجماعاتها. قُيِّدت وجهات النظر البديلة بسبب الرقابة الواسعة النطاق.
يقول تقرير وزارة الخارجية الأمريكية نفسه لعام 2006: «خضعت الصحف الرئيسية في المنطقة لسيطرة السلطات. كانت هناك جريدة أسبوعية مستقلة في مدينة بندر وأخرى في مدينة ريبنيتسا الشمالية، وضايقت السلطات الانفصالية الصحف المستقلة بسبب الإبلاغ النقدي عن نظام ترانسنيستريا. كانت معظم محطات الإذاعة والتلفزيون والمنشورات المطبوعة تحت سيطرة سلطات ترانسنيستريا التي فرضت إلى حد كبير سياسات التحرير والعمليات المالية الخاصة بهم، وبعض شبكات البث مثل محطة تلفزيون تي أس في ومحطة الراديو إينتر إف إم التي امتلكها أكبر نظام احتكاري في ترانسنيستريا يُطلق عليه اسم «شيريف» الذي يحتل أيضا أغلبية المقاعد في المجلس التشريعي في المنطقة. عدل مجلس السوفيات الأعلى في ترانسنيستريا قانون الانتخابات لمنع وسائل الإعلام التي تسيطر عليها سلطات ترانسنيستريا من نشر نتائج الاستطلاعات والتوقعات المتعلقة بالانتخابات في يوليو في عام 2005».

## حالة مدارس اللغة المولدوفية (الرومانية)
تصر السلطات المحلية في ترانسنيستريا على إتمام عملية التعليم العام للمولدوفيين الإثنيين بلغتهم الأم باستخدام اللغة المولدوفية السيريلية سوفييتية الأصل، وحصرت استخدام الكتابة اللاتينية للغة المولدوفية في ست مدارس فقط. أغلقت السلطات أربع مدارس من المدارس الست التي درّست اللغة المولدوفية باستخدام الكتابة اللاتينية، وادّعت أن المدارس رفضت التقدم بطلب للحصول على الاعتماد الرسمي. أُعيد فتح المدارس في وقت لاحق وسط ضغوط من الاتحاد الأوروبي ولكن كمؤسسات خاصة.
أعلنت المحكمة الأوروبية لحقوق الإنسان في عام 2010 عن طلبات مقبولة جزئيًا لأكثر من 100 شخص من السكان المحليين فيما يتعلق بإغلاق ثلاث مدارس مولدوفية في ترانسنيستريا (تيغينا وريبنيتسا وغريغوريوبول). زعم هؤلاء الأشخاص انتهاك حقوقهم في حماية حياتهم الخاصة والتعليم وعدم التحيز.
حثّت بعثة منظمة الأمن والتعاون في أوروبا إلى مولدوفا السلطاتِ المحلية في مدينة ريبنيتسا في ترانسنيستريا على إعادة المبنى المحجوز إلى ملكية المدرسة المولدوفية التي تستخدم الكتابة اللاتينية الواقعة في المدينة. كان المبنى غير المكتمل على وشك الانتهاء في عام 2004 عندما سيطرت ترانسنيستريا عليه خلال أزمة المدارس في تلك السنة.

## مجموعة إيلي إيلاشكو
تُعد قضية إيلي إيلاشكو، الذي أُدين في عام 1993 بقتل اثنين من المسؤولين الترانسنيستريانيين، من القضايا الأكثر شهرة. حُكم عليه في البداية بالإعدام من قبل المحكمة العليا في ترانسنيستريا. أُلغي هذا الحكم وتحول إلى السجن مدى الحياة. حُكم على ثلاثة شركاء آخرين بالسجن لمدة تتراوح بين 12 إلى 15 سنة ومصادرة ممتلكاتهم.
أُطلق سراح إيلاشكو في عام 2001 بعد صدور قرار من المحكمة الأوروبية لحقوق الإنسان، وأُطلق سراح الثلاثة الآخرين في عامي 2004 و2007 عندما انتهت مدة قضاء عقوباتهم. أما في قضية إيلاشكو وآخرون ضد مولدوفا وروسيا (2004)، فوجدت المحكمة الأوروبية لحقوق الإنسان أن احتجازهم تعسفي ولم تعترف بالحكم، وطالبت مولدوفا وروسيا بالإفراج عن أعضاء مجموعة إيلي إيلاشكو الآخرين، وهما أندريه إيفانوك وتودور بيتروف-بوبا اللذان كانا ما يزالان مسجونان في ذلك الوقت في ترانسنيستريا.
ذكرت المحكمة الأوروبية لحقوق الإنسان أن السلطات قد انتهكت الحق في الحرية والأمان لجميع أعضاء المجموعة الأربعة، وأن المعاملة التي تعرض لها إيلي إيلاشكو صُنفت كتعذيب. أمرت المحكمة مولدوفا وروسيا -اللتان تدعمان ترانسنيستريا- بدفع مبلغ إجمالي يصل إلى 750 ألف يورو (مليون دولار أمريكي) للأربعة كتعويض عن الحرمان من حريتهم وعن سوء المعاملة أثناء الاحتجاز.

## الجماعات الدينية
تزعم بعض المنظمات أن الحق في التجمع الحر أو تكوين الجمعيات لا يتلقى الاحترام الكامل، وأن الحرية الدينية مقيدة بمنع تسجيل المعمدانيين والميثوديين وكنيسة الله الحي. اتهمت سلطات ترانسنيستريا شهود يهوه بالافتقار إلى الوطنية ونشر النفوذ الغربي، وطورت وسائل تعليمية مدرسية على طول الخطوط التي تحتوي على معلومات سلبية وتشهيرية بشأن شهود يهوه.

## تدنيس المقبرة العسكرية
قالت الصحافة المولدافية والرومانية في فبراير في عام 2007 إن السلطات الترانسنيتريانية «دمرت ودنست» مقبرة دروغالينا في تيغينا (المعروف أيضًا باسم المقبرة الرومانية التي تحتوي على مقابر العديد من جنود الحرب العالمية الثانية)، وبالتالي فهي تنتهك المادتين رقم 34 و130 من اتفاقية جنيف الرابعة. لم تُخرج السلطات الترانسنيستريانية الجثث بل أزالت الصلبان ومهّدت الأرض بالجرافات.
أعلنت سلطات ترانسنيستريا بتفجير الصلبان وخلطهم مع الإسفلت لإصلاح طرق المدينة وفقًا للنسخة الرومانية من إذاعة دويتشه فيله. توجّب على السلطات في ترانسنيستريا إعادة دفن الجنود الذين نُبشوا خارج المدينة وفقا لأخبار بي إم أر، واتخذت السلطات إجراءات حتى لا تضيع هويات هؤلاء الجنود. لم تؤخذ مثل هذه الإجراءات حتى الآن، وأفاد السكان المحليون بأن العظام نُقلت باستخدام الجرّافات. اقتُرح بناء نصب تذكاري للجنود السوفييت على القبور المستوية. «تلعب النصب التذكارية التي تمثل الأمجاد دورًا هامًا في تعليم جيل الشباب» وفقًا لصحافة ترانسنيستريا الرسمية.
عُثر على المقبرة في عام 1812 عندما نُقلت قبور الجنود السويديين والروس الذين لقوا حتفهم بالقرب من قلعة تيغينا في عام 1709. دُفن العديد من قادة القوزاق من نهر الدون والبويار المحليين وأعضاء مجلس المدينة في المقبرة في القرن التاسع عشر. دُفن الرومانيون والجنود الألمان والسوفييت وأسرى الحرب السوفييتيين هناك خلال الحرب العالمية الثانية. تقع المقابر السوفييتية في جزء واحد من المقبرة يُدعى بوريسوفسكوي، وتقع القبور الرومانية التي يبلغ عددها 333 في الجزء المدمر الآن ويُطلق عليه اسم دروغالينا. دُفن 329 شخص من الرومانيين و14 جنديًا مجهولي الهوية بالإضافة إلى 13 سجينًا سوفييتي في هذه المقبرة.

## خلال الفترة 2007—2010
أُلقي القبض على العديد من معارضي نظام ترانسنيستريا الذين أطلقوا الدعوات العامة لمظاهرات احتجاجية ضد سياسة نظام تيراسبول في مارس في عام 2007. اعتقلت سلطات ترانسنيستريا أيضاً ستيفان أورويتو رئيس لجنة هلسنكي المولدوفية لحقوق الإنسان واثنين من مساعديه في 9 مارس في عام 2007.، وذلك على الرغم من أن أوريتو لديه إقامة في ترانسنيستريا.
شاهد سكان ترانسنيستريا الذين لديهم سيارات مسجلة في مولدوفا سياراتهم تُصادر من قبل سلطات ترانسنيستريا. منعت سلطات ترانسنيستريا سكان كورجوفا، وهي قرية في المنطقة الأمنية الخاضعة للسيطرة الإدارية لكيشيناو، من المشاركة في انتخابات البلدية المولدوفية في 3 يونيو في عام 2007. قُبض على عضو المجلس المحلي، لوري كوتوفانا، وتعرض للضرب المبرح ما أدى إلى نقله إلى المستشفى. تلقى رئيس بلدية كورجوفا، فاليريو ميتسول، تهديدات بالقتل. اُلقي القبض على فالنتين بيسليغ، وهو مرشح لمنصب عمدة كورجوفا، وقُبض على الصحفي إرنست فاردانيان بتهمة التجسس لصالح مولدوفا في أبريل في عام 2010.
كانت حالة إيلي كازاكو من بندر مماثلة لذلك، إذ قُبض عليه في 19 مارس في عام 2010 بتهمة الخيانة العظمى والتجسس لصالح مولدوفا. بدأ أهله إضراباً عن الطعام في يونيو في عام 2010 أمام السفارة الروسية في كيشيناو نظرًا لعدم تلقيهم أخبارًا عنه. أُعفي عن إيلي كازاكو من قبل الرئيس سميرنوف وأفرج عنه في 31 أكتوبر في عام 2011.
اتهمت منظمة برومو-ليكس لحقوق الإنسان في مولدوفا سلطات ترانسنيستريا في 18 يونيو في عام 2010 باحتجاز إيلينا دوبروفيسكايا من بندر، والتي قُبض عليها بسبب ذهاب والدتها إلى مستشفى في كيشيناو بدلاً من تقديم نفسها بناءً على طلب السلطات من بندر. بُذلت محاولات من قبل وسائل الإعلام في مولدوفا لربط هذه الحالة مع قضية ايلي كازاكو. نشرت وزارة الداخلية في ترانسنيستريا في 2 يوليو في عام 2010 ردًا تقول فيه إن إيلينا دوبروفيسكايا احتجزت في مرفق احتجاز مؤقت لمدة 72 ساعة بسبب العثور على 40 ألف روبل أثناء تفتيش شقتها، وربما كانت تنتمي إلى والدتها التي اتُهمت بالاحتيال والسرقة. أُطلق سراح إيلينا بعد 72 ساعة من الاحتجاز وفقًا لما أنبأت عنه وزارة الداخلية.